# Amtsgericht Preußisch Eylau
Das Amtsgericht Preußisch Eylau war ein preußisches Amtsgericht mit Sitz in Preußisch Eylau, Ostpreußen.

## Geschichte
Das königlich preußische Amtsgericht Preußisch Eylau wurde mit Wirkung zum 1. Oktober 1879 als eines von 17 Amtsgerichten im Bezirk des Landgerichtes Bartenstein im Bezirk des Oberlandesgerichtes Königsberg gebildet. Der Sitz des Gerichtes war Preußisch Eylau. Aufgehoben wurde die Gerichtskommission Preußisch Eylau beim Kreisgericht Bartenstein. Sein Gerichtsbezirk umfasste aus dem Kreis Preußisch Eylau den Stadtbezirk Preußisch Eylau und die Amtsbezirke Deren, Henriettenhof, Knauten, Groß Lauth, Loschen, Perscheln, Roditten, Stablack und Wogau. Am Gericht bestand 1888 eine Richterstelle. Das Amtsgericht war damit ein kleines Amtsgericht im Landgerichtsbezirk.
Im Jahre 1945 wurden der Amtsgerichtsbezirk unter sowjetische Verwaltung gestellt und die deutschen Einwohner vertrieben. Damit endete auch die Geschichte des Amtsgerichtes Preußisch Eylau.